# Direkli, Isparta
Direkli là một xã thuộc thành phố Isparta, tỉnh Isparta, Thổ Nhĩ Kỳ. Dân số thời điểm năm 2011 là 987 người.